# Scarpheia
Scarphée ou Scarpheia (en grec ancien Σκάρφη ou Σκάρφεια) est une cité de la Grèce antique, dans la Locride épicnémidienne.
Elle est mentionnée par Homère et se situait à 10 stades de la mer, sur la route reliant Élatée aux Thermopyles en passant par Thronion. Elle aurait été détruite par un tsunami mais aurait été reconstruite après car elle est citée par des auteurs plus tardifs.
Les Achéens y furent défaits par Métellus en 147 av. J.-C.